# V538 Возничего
V538 Возничего (лат. V538 Aurigae) — кратная звезда в созвездии Возничего на расстоянии приблизительно 40,1 световых лет (около 12,3 парсеков) от Солнца. Возраст звезды оценивается как около 520 млн лет.

## Характеристики
Первый компонент (HD 37394) — оранжевый карлик, вращающаяся переменная звезда типа BY Дракона (BY) спектрального класса K1Ve, или K0V, или K0. Видимая звёздная величина звезды — от +6,38m до +6,34m. Масса — около 0,9 солнечной, радиус — около 0,85 солнечного, светимость — около 0,478 солнечной. Эффективная температура — около 5303 К.
Второй компонент (HD 233153) — оранжево-красный карлик спектрального класса M1V, или K7. Видимая звёздная величина звезды — +9,9m. Масса — около 0,572 солнечной, радиус — около 0,555 солнечного, светимость — около 0,054 солнечной. Эффективная температура — около 3910 К. Удалён на 97,5 угловых секунды.
Третий компонент (UCAC3 288-88455) — оранжевая звезда спектрального класса K0. Видимая звёздная величина звезды — +12,4m. Радиус — около 1,65 солнечного, светимость — около 2,318 солнечной. Эффективная температура — около 5549 К. Удалён на 87 угловых секунд.
Четвёртый компонент (HD 37229) — жёлто-белая звезда спектрального класса F5. Видимая звёздная величина звезды — +9,2m. Радиус — около 2,92 солнечных, светимость — около 12,317 солнечных. Эффективная температура — около 6323 К. Удалён на 688 угловых секунд.
Пятый компонент (UCAC3 287-85960) — оранжевый карлик спектрального класса K. Видимая звёздная величина звезды — +12,8m. Радиус — около 0,95 солнечного, светимость — около 0,422 солнечной. Эффективная температура — около 4770 К. Удалён от второго компонента на 129,7 угловых секунды.

## Планетная система
В 2019 году учёными, анализирующими данные проектов HIPPARCOS и Gaia, у звёзд обнаружены планеты.